# Obladaet
Obladaet, pseudonimo di Nazar Jur'evič Votjakov (in russo Назар Юрьевич Вотяков?; Irkutsk, 10 agosto 1991), è un rapper russo.

## Biografia
Originario di Irkutsk, Votjakov è cresciuto ascoltando Eminem e ha citato ASAP Rocky, Kanye West, Playboi Carti e Travis Scott come rapper di riferimento dell'hip hop statunitense.
Obladaet ha fatto il suo esordio discografico nel marzo 2015, pubblicando l'EP Home Run. Un anno più tardi viene pubblicato il suo primo album in studio Double Tap, promosso da tre concerti.
Nel marzo 2017 è apparso nella traccia Poslednij bilet dell'LP di Markul Tranzit, per poi presentare un mese più tardi Files, secondo disco in studio e costituito da otto inediti. Friends & Family, un EP collaborativo con Markul, è uscito nel dicembre successivo. Nel frattempo, ha anche tenuto concerti in diverse città della CSI.
Ice Cream, il suo terzo LP, è stato messo in commercio il 7 dicembre 2018 e conta la partecipazione di diversi artisti, tra cui OG Buda e Feduk. Nel luglio 2019 ha preso parte al VK Fest, mentre tre mesi più tardi è stato pubblicato l'EP 3D19.
Obladaet ha distribuito il suo quarto disco di inediti, intitolato Players Club, nel marzo 2021; a supporto del progetto, anticipato dagli estratti 666 Prada, For Mula, David Beckham e Random, è stato diffuso un documentario che ripercorre la relativa fase di produzione.
Nel maggio 2022 è uscito il singolo Mutant, poi utilizzato come colonna sonora del film francese AKA (2023). Si tratta di uno degli estratti dal quinto LP Players Club 2 (2023), che trovato successo digitalmente.
È ritornato sulle scene musicali nel febbraio 2025 con Name, duetto inciso assieme a Icegergert; lo stesso è uno dei singoli trainanti del sesto album 735 (2025) ed è divenuto il suo primo ingresso nella Top Internet Hits Russia Weekly Chart della Tophit.

## Discografia

### Album in studio
- 2016 – Double Tap
- 2017 – Files
- 2018 – Ice Cream
- 2021 – Players Club
- 2023 – Players Club 2
- 2025 – 735

### EP
- 2015 – Home Run
- 2017 – Friends & Family (con Markul)
- 2019 – 3D19
- 2023 – Akustika

### Singoli
- 2017 – Chains
- 2017 – TheMarket
- 2017 – Kenny
- 2018 – Wrong
- 2018 – Wok
- 2019 – AA
- 2020 – 666 Prada
- 2020 – For Mula
- 2021 – David Beckham
- 2021 – Random
- 2021 – Hella Players (con Jeembo)
- 2021 – Sleepknot
- 2022 – Mutant
- 2022 – MB (con Lil Krystall)
- 2022 – Monster Trakk
- 2023 – Dom s prividenijami (con Friendly Thug 52 NGG)
- 2023 – Demon (con Kondachelo)
- 2023 – Spayler Bluc?
- 2023 – Britney
- 2024 – Type Shit
- 2024 – 99
- 2024 – YSM PC (con Yasmi)
- 2024 – Barman
- 2024 – WYS (con Enzo from the Block)
- 2024 – Overdoze
- 2024 – Roof (con A-This)
- 2024 – GTA
- 2025 – Name (con Icegergert)
- 2025 – Me2
- 2025 – Zidane
- 2025 – Skims (con Lil Krystalll)
- 2025 – Brotha Eeewww

## Tournée
- 2017 – Flame Tour
- 2017 – Flame Tour II
- 2018 – Happy Birthday Tour
- 2019 – Grand Prix Tour
- 2019 – 3019 Tour
- 2021 – Across the Blocks Tour
- 2024 – 2X24 Tour